# Зуево (Чудовский район)
Зу́ево — деревня в Чудовском муниципальном районе Новгородской области, относится к Успенскому сельскому поселению.

## География
Деревня расположена на административной границе с Ленинградской областью, в 92 км южнее Санкт-Петербурга на федеральной автомобильной дороге «Россия» М10 (E 105). Здесь также начинается автомобильная дорога А115 на Кириши до Новой Ладоги (выход на автомагистраль «Кола» М18).

## История
Около 1903 года устроен деревянный латышский лютеранский молитвенный дом, закрыт в 1920-х.
До 1965 года деревня называлось Коломовка.
В годы Великой Отечественной войны в близлежащих лесах попала в окружение 2-я ударная армия генерала Власова. В августе 1965 года школьники из деревни установили, что в могиле у полотна главного хода Октябрьской железной дороги, на 105-м километре вблизи Коломовки похоронен дивизионный комиссар Иван Васильевич Зуев, член военного совета 2-й ударной армии. Он погиб здесь в 1942 году, организуя вывод частей 2-й ударной на восточный берег Волхова, был также добровольцем на войне в Испании. Тогда, в 1965 году, указом Президиума Верховного Совета РСФСР деревня Коломовка, в память о дивизионном комиссаре И. В. Зуеве, была переименована в деревню Зуево.

## Население
| 2010 |
| ---- |
| 245  |

## Транспорт
Вблизи деревни есть железнодорожная станция Торфяное, которая расположена между платформой Бабино-2 и узловой станцией Чудово.